# Peristom

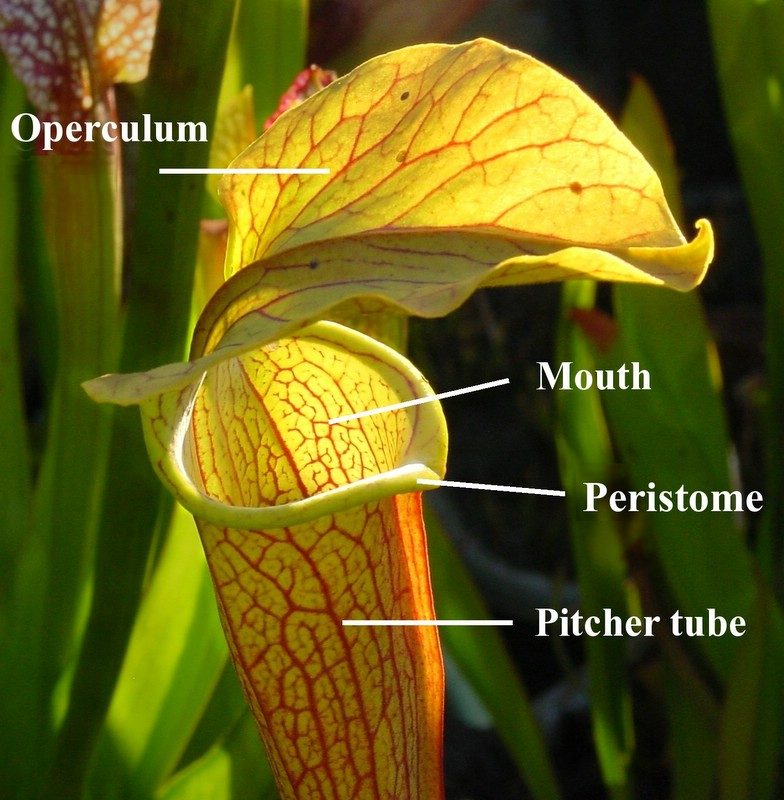
Peristomet på en flugtrumpet

Peristom är en term som hos växter och ryggradslösa djur beskriver något som omgärdar en organöppning. Ordet peristom kommer från grekiskans peri, som betyder 'runtom' eller 'omkring' och stoma, 'mun'.